# جون تسيغلر جونيور
جون تسيغلر جونيور (بالإنجليزية: John Ziegler)‏ هو محامي أمريكي، ولد في 9 فبراير 1934 في غروس بوينت في الولايات المتحدة، وتوفي في 25 أكتوبر 2018 في فلوريدا في الولايات المتحدة.